# Stigmatomma bellii

Stigmatomma bellii  (лат.) — вид мелких земляных муравьёв из подсемейства Amblyoponinae. Южная Азия:  Индия.

## Описание
Мелкие муравьи (длина тела около 5 мм), основная окраска коричневая.  От близких видов (например, Stigmatomma bruni и Stigmatomma quadratum) отличаются 10 мелкими треугольными зубчиками по переднему краю клипеуса. Глаза мелкие. Усики короткие, 11-члениковые. Мандибулы длинные, узкие, жало хорошо развито. Клипеус с рядом из 5-8 мелких зубчиков по переднему краю. Стебелёк между грудкой и брюшком состоит из одного узловидного членика (петиоль) широко прикреплённого к брюшку. Вид был впервые описан в 1900 году швейцарским мирмекологом Огюстом Форелем под первоначальным названием Amblyopone bellii. С 2012 года в составе рода Stigmatomma.